# Utricularia volubilis
Utricularia volubilis är en tätörtsväxtart som beskrevs av Robert Brown. Utricularia volubilis ingår i släktet bläddror, och familjen tätörtsväxter. Inga underarter finns listade i Catalogue of Life.